# 哈纳卡-萨拉希亚清真寺
哈纳卡-萨拉希亚清真寺（Al-Khanqah al-Salahiyya Mosque；阿拉伯语：‎）是一个清真寺，位于耶路撒冷旧城的基督徒区，在圣墓教堂以北。

## 历史
该清真寺位于天主教耶路撒冷宗主教區的原主教府。1187年耶路撒冷的十字军向萨拉丁投降后，它改为清真寺。其叫拜楼建于1417年。

## 在圣墓两侧的两个清真寺
奥马尔清真寺位于圣墓教堂的另一侧，拥有几乎相同的叫拜楼。两个叫拜楼显然是成对设计的。连接两个叫拜楼的直线会与圣墓教堂内耶稣坟墓的门相交，两个叫拜楼与该门等距， 它们的顶部高度完全相同，虽然所在地面高度并不相同。科爾馬克·墨菲-奧康納认为，马穆鲁克统治者可能有意“消灭圣墓”，因为伊斯兰教相信安拉让耶稣的身体进入天堂，但并不支持他被钉十字架和死亡的观点。

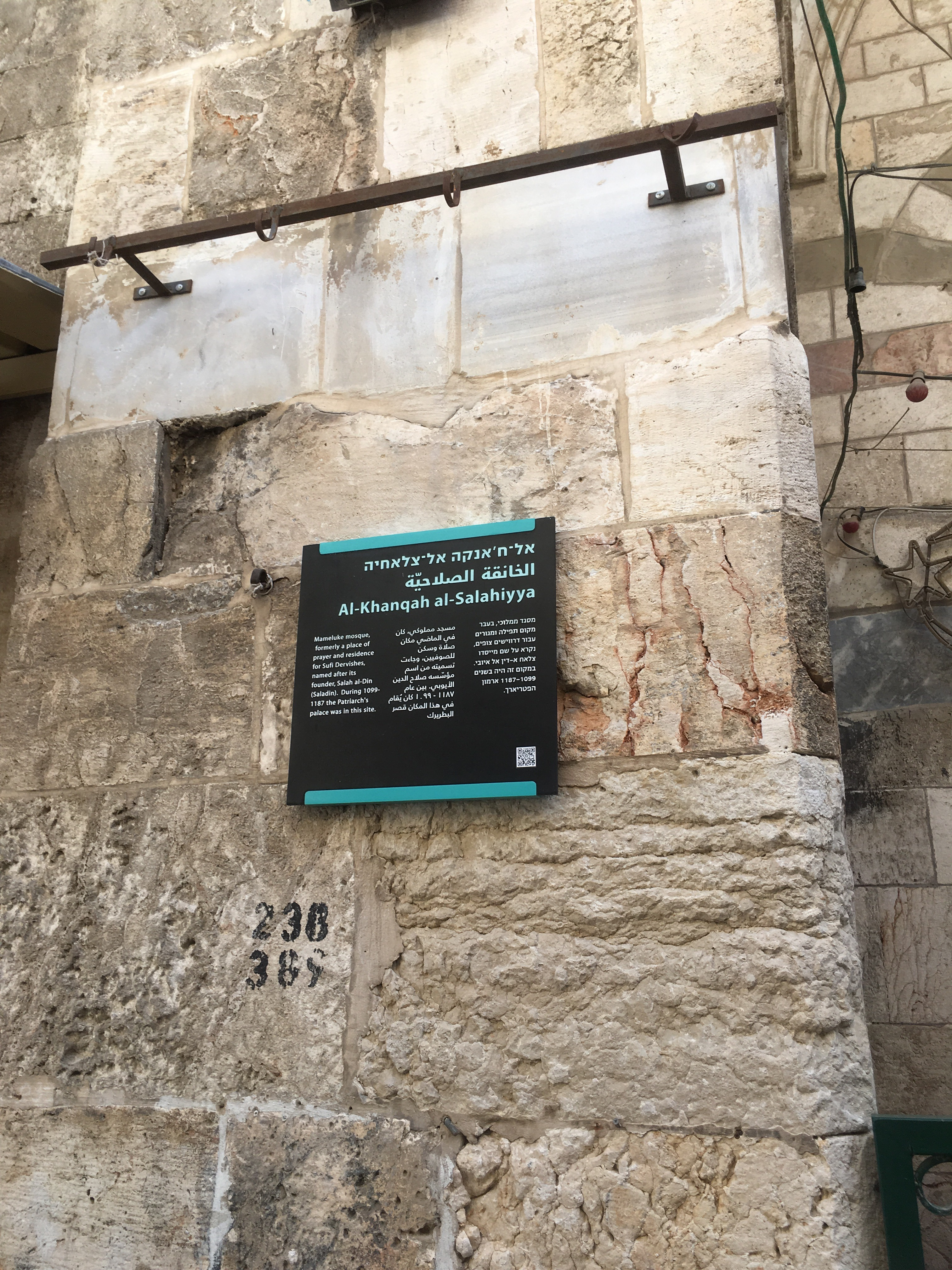
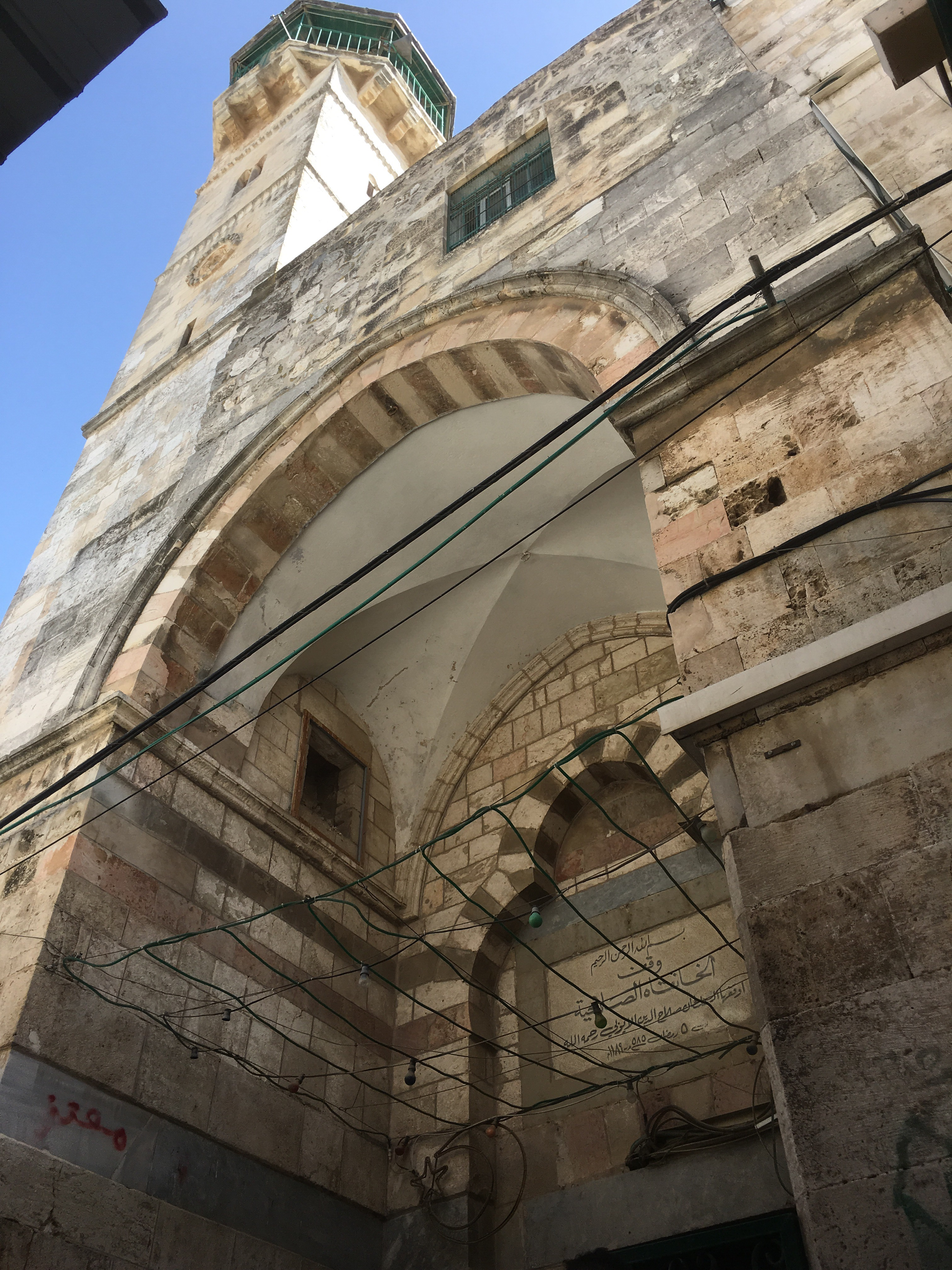
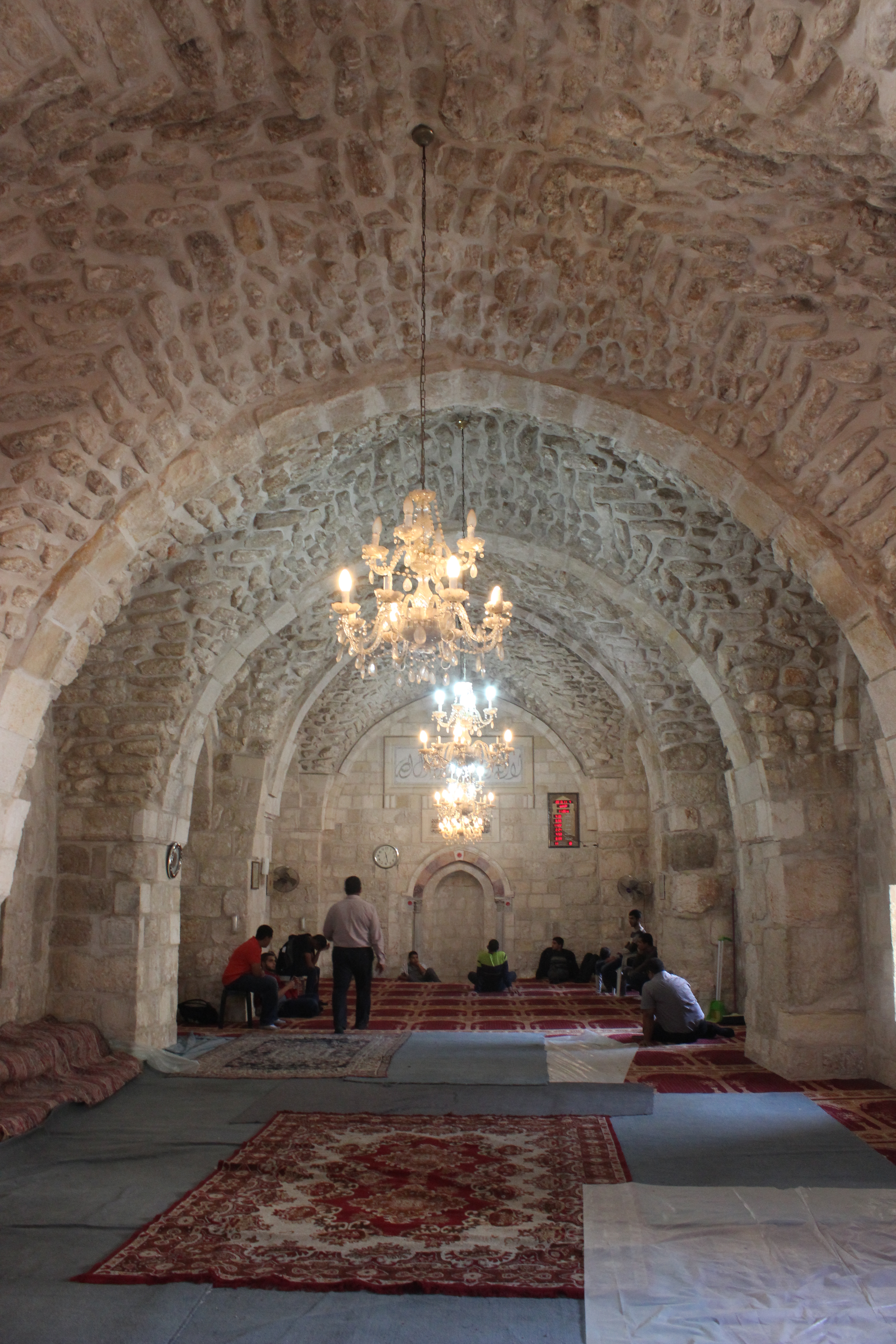
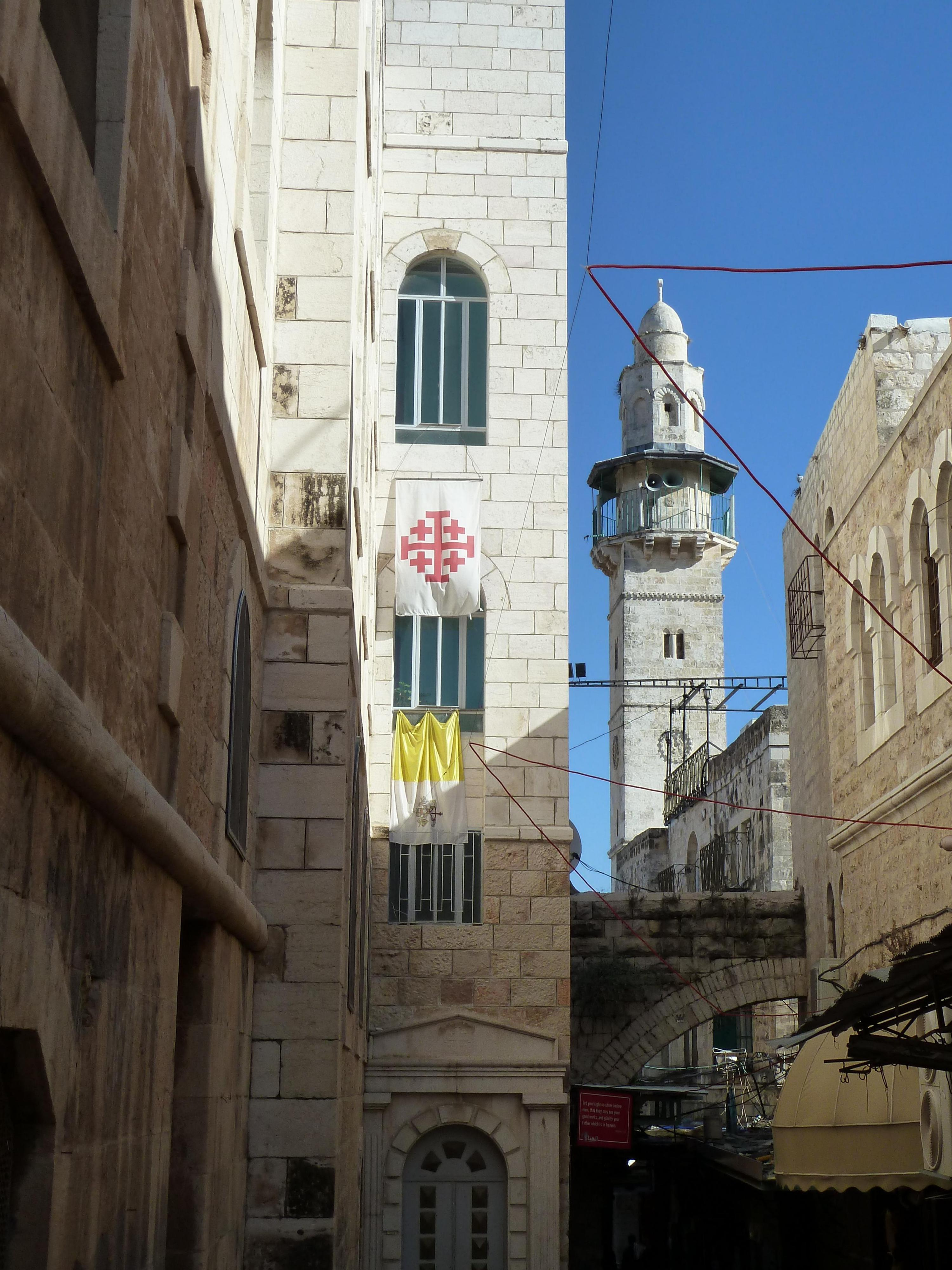